# Marcus Sparnaay

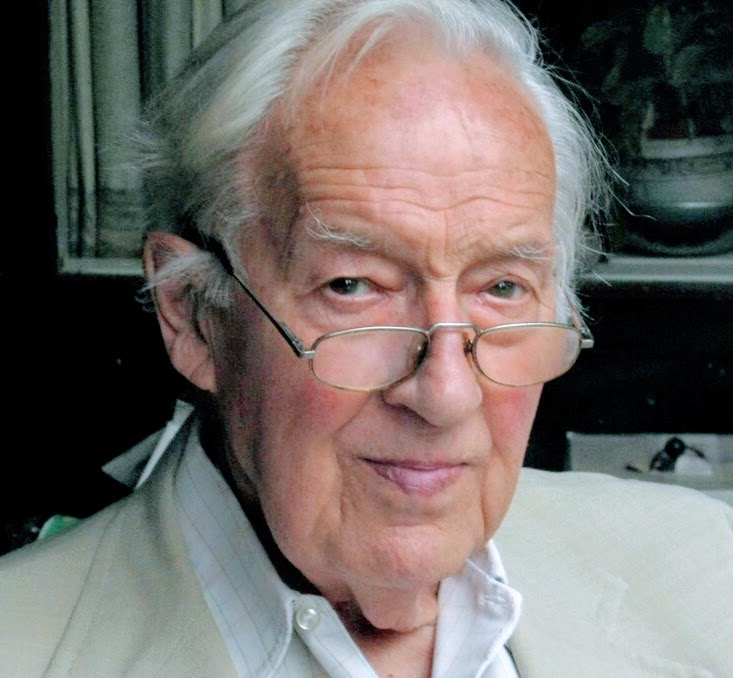
Marcus Sparnaay, vor 1970

Marcus Johannes Sparnaay (* 1923; † 11. Februar 2015) war ein niederländischer Physiker.
Sparnaay wurde 1952 an der Universität Utrecht promoviert (Direkte Messung der Van-der-Waals-Kräfte, Directe metingen van Van der Waals-krachten). Er war Physiker an den Philips-Laboratorien (Nat-Lab) in Eindhoven. Er blieb dort bis 1983 und lehrte auch an der Universität Twente.
Er ist bekannt für die experimentelle Bestätigung des Casimir-Effekts. Hendrik Casimir, seit 1946 einer der drei Leiter des Philips-Labors, hatte den Effekt in den 1940er Jahren vorhergesagt und mit seinem Studenten Dirk Polder 1948 erste Experimente der Anziehung zweier Metallplatten mit Abständen um 1 Mikrometer gemacht, die aber noch zu ungenau waren. Sparnaay – der dazu schon 1954 Experimente mit Theodoor Overbeek unternommen hatte, zwischen Quarz- und Glasplatten – konnte den Effekt 1958 an Metallplatten sehr viel besser bestätigen (wie etwas vorher 1956 auch die sowjetischen Physiker Boris Derjagin, Jewgeni Lifschiz und I. Abrikosova). Er konstruierte eine ausgeklügelte Hebelvorrichtung, mit der die untere Metallplatte mit einer Schrittweite im 5-Nanometer-Bereich bewegt werden konnte. Die obere Metallplatte war an einer Feder befestigt, an der die auf die Platten ausgeübte Kraft gemessen wurde. Casimirs Berechnung sagte einen Abfall mit der vierten Potenz des Abstandes voraus.
Die Genauigkeit war damals noch im Bereich von 15 % des vorhergesagten Werts (1996 bestätigte Steve Lamoreaux an der University of Washington den Effekt mit 5 % Genauigkeit).

## Schriften
- The electrical double layer, Oxford, Pergamon Press 1972
- Van spierkracht tot warmtedood: een geschiedenis van de energie, s´Hertogenbosch, Voltaire 2002
- als Herausgeber mit Andries Sarlemijn Physics in the Making. Essays in Honour of H.B.G.Casimir, North Holland 1989